# NGC 6087
NGC 6087 (aussi appelé Caldwell 89 ou encore l'amas S Normae,) est un jeune amas ouvert situé dans la constellation de la Règle. Il a été découvert par l'astronome écossais James Dunlop en 1826.
Selon la classification des amas ouverts de Robert Trumpler, cet amas renferme moins de 50 étoiles (lettre p), dont la concentration est forte (I) et dont les magnitudes se répartissent sur un intervalle moyen (le chiffre 2). Toutefois, le catalogue Lynga considère que sa classification est II2m, donc qu'il contient entre 50 et 100 étoiles (lettre m), dont la concentration est moyenne (II).

## Observation
Avec une magnitude visuelle de 5,4, est à peine visible à l'œil nu, mais on peut l'observer aisément avec de petites jumelles.

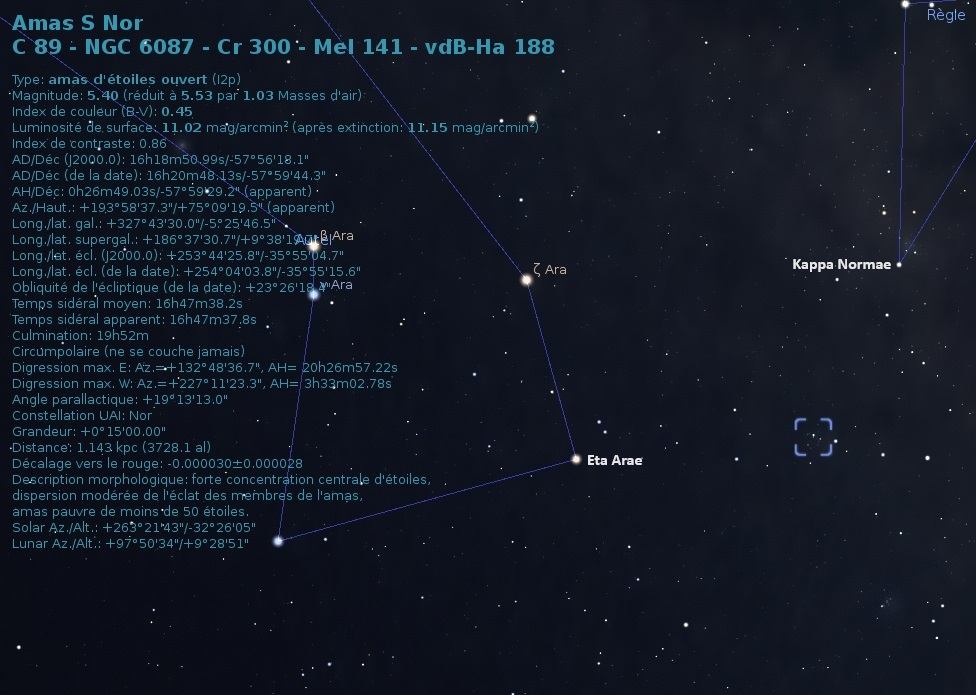
Localisation de NGC 6087 dans la constellation de la Règle. (Stellarium)

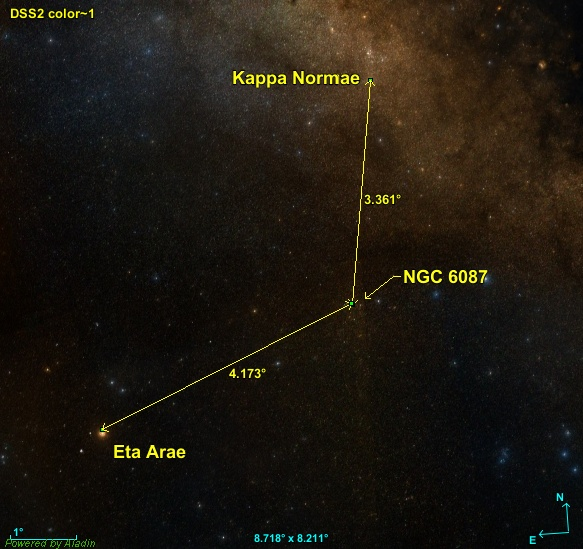
Position de NGC 6087 par rapport à deux étoiles.

NGC 6087 est assez éloigné des principales étoiles brillantes. L'amas est à environ 4,2 degrés au nord-ouest d'Eta Arae, une étoile de magnitude 3,76 de la constellation de l'Autel, et à 3,4 degrés au sud-est de Kappa Normae (en).

## Caractéristiques
Certaines caractéristiques apparaissent sur la base de données Simbad, mais une publication très récente (2023) basée sur les mesures de la parallaxe par le satellite Gaia a permis une mise à jour importante des données. Les données du « GAIA EARLY DATA RELEASE 3 (GAIA EDR3) » ont également permis aux auteurs (Almeida, Monteiro et Dias) de cette publication d'estimer la masse de 773 amas ouverts, dont celle de NGC 6087 qui est de 668 ± 133 {\displaystyle M_{\odot }}.

### Distance, taille et vitesse
Selon Almeida et ses collègues, cet amas est à 924 ± 14 pc du système solaire.
La parallaxe moyenne des étoiles de l'amas a été obtenue des mesures effectuées par le satellite Gaia. Six valeurs différentes publiées dans de récents articles (2018 à 2022) sont indiquées sur la base de données Simbad : 1,037 ± 0,038 mas, 1,031 ± 0,042 mas, 1,019 ± 0,063 mas, 1,025 ± 0,062 mas,, 1,025 ± 0,004 mas et 1,057 6 mas. La valeur moyenne de la parallaxe est égale à 1,032 8 ± 0,014 6 mas, ce qui correspond à une distance de 968 ± 14 pc (∼3 160 al), une distance supérieure à celle proposée par Almeida, mais plus en accord avec les valeurs de distance des étoiles de l'amas (voir le tableau dans la section « Étoiles »).
Selon les sources, la taille apparente de l'amas est de 10,2′, de 12′ ou de 15′ ((12,6 ± 2,4)') ce qui, compte tenu de la distance de 968 ± 14 pc, et grâce à un calcul simple, équivaut à une taille réelle de 11,6 ± 2,4 al.
La base de données Simbad indique cinq valeurs passablement différentes de la vitesse l'amas: 5,89 ± 2,71 km/s, −13,70 ± 7,5 km/s, 3,243 ± 5,763 km/s, 1,14 ± 2,34 km/s et −10,0 ± 10,7 km/s.

### Métallicité
Simbad rapporte trois valeurs de la métallicité soit 0,22, 0,112 et 0,21 . Selon ces valeurs, le pourcentage d'éléments lourds (plus lourd que l'hydrogène et l'hélium) de cet amas est compris entre 129% (100,112) et 166% (10+0,22) de celui du Soleil. Selon Almeida et ses collègues, la métallicité de l'amas est égale à 0,118 ± 0,077. Selon cette valeur, le pourcentage d'éléments lourds de cet amas serait compris entre 110% et 157% de celui du Soleil.

### Âge
Webda et Lynga indiquent un âge de 95 millions d'années (log10=7,976 = 107,976) ce qui est nettement inférieur à l'âge de 156 millions d'années proposé par Almeida.

## Les étoiles de NGC 6087
On peut accéder aux propriétés des étoiles situées dans les environs de NGC 6087 en utilisant sur base de données Simbad la requête de recherche NGC 6087 NUM, où NUM est un nombre allant de 1 à 162. Ce sont les données du « GAIA EARLY DATA RELEASE 3 (GAIA EDR3) » qui sont utilisées par Simbad. Toutefois, Simbad retourne la mention « Identifier not found in the database » pour 16 requêtes. De plus, la parallaxe et/ou le mouvement propre de 66 autres étoiles sont inconnus. Des 80 étoiles restantes, 45 présentent des distances et des mouvements propres semblables. Cependant, en tenant compte de l'incertitude de la parallaxe, la distance de 13 de ces étoiles (indiquées par M? dans le tableau) est légèrement en dehors de l'intervalle obtenu de la parallaxe moyenne (968 ± 14 pc, donc de 954 pc à 982 pc). La distance moyenne des 45 étoiles est de 993 ± 32 pc (∼3 240 al) et la moyenne de leur mouvement propre en ascension droite et en déclinaison sont respectivement égaux à −1,711 ± 0,249 mas/an et −2,430 ± 0,224 mas/an. Si on ne tient compte que des 33 étoiles dont la distance est dans l'intervalle mentionné plus haut, leur distance moyenne est de 979 ± 22 pc (∼3 190 al) et la moyenne de leur mouvement propre en ascension droite et en déclinaison sont respectivement égaux à −1,706 ± 0,214 mas/an et −2,385 ± 0,211 mas/an.
Le tableau est classé selon l'ordre ascendant de la distance, mais vous pouvez changer cela en cliquant dans l'en-tête de l'une ou l'autre des colonnes.
| Num # | Nom           | α                | δ                  | type        | P (mas)         | d (pc)      | μα* (mas/an) | μδ* (mas/an) | mV     | Rem          |
| ----- | ------------- | ---------------- | ------------------ | ----------- | --------------- | ----------- | ------------ | ------------ | ------ | ------------ |
| #39   | CPD-57 7819   | 16h 18m 51,1318s | -57° 51′ 57,7563″  | K2V(e)      | 9,3046 ± 0,0136 | 107 ± 0     | -0,613       | 18,513       | 10,814 | Nm & Var rot |
| #54   | NGC 6087 54   | 16h 19m 21,9470s | -57° 42′ 11,6678″  |             | 4,253 ± 0,5665  | 235 ± 31    | -1,768       | 1,800        | 11,50  | Nm           |
| #35   | HD 146428     | 16h 19m 21,2436s | -57° 54′ 23,6685″  | A8:VI:      | 2,332 ± 0,0351  | 429 ± 6     | -14,352      | -16,108      | 9,95   | Nm           |
| #27   | NGC 6087 27   | 16h 20m 16,3198s | -57° 51′ 28,7792″  |             | 2,0571 ± 0,0245 | 486 ± 6     | -1,967       | -7,093       | 11,27  | Nm           |
| #17   | HD 146187     | 16h 18m 01,5976s | -58° 03′ 08,9280″  | B9/A0III/IV | 2,0455 ± 0,0234 | 489 ± 6     | -3,434       | -8,157       | 8,85   | Nm           |
| #91   | NGC 6087 91   | 16h 20m 00,9694s | -57° 52′ 02,4277″  |             | 1,9236 ± 0,0491 | 520 ± 13    | -4,948       | -4,663       | 11,61  | Nm           |
| #3    | HD 146822     | 16h 21m 21,1034s | -57° 55′ 02,3971″  | A5/7        | 1,7077 ± 0,0183 | 586 ± 6     | -0,808       | -5,796       | 10,16  | Nm           |
| #104  | NGC 6087 104  | 16h 17m 48,7913s | -57° 48′ 04,4233″  |             | 1,7054 ± 0,0182 | 586 ± 6     | -3,496       | 3,651        | 11,64  | Nm           |
| #113  | NGC 6087 113  | 16h 16m 51,7012s | -58° 05′ 17,7225″  |             | 1,5963 ± 0,0169 | 626 ± 7     | -4,646       | -6,126       | 11,89  | Nm           |
| #21   | HD 146404     | 16h 19m 17,0925s | -58° 05′ 28,7617″  | M0III       | 1,4013 ± 0,0183 | 714 ± 9     | 5,128        | 10,112       | 7,69   | Nm           |
| #47   | NGC 6087 47   | 16h 18m 29,4213s | -57° 59′ 00,7890″  |             | 1,3142 ± 0,0408 | 761 ± 24    | -1,891       | -2,348       | 11,13  | Nm           |
| #34   | NGC 6087 34   | 16h 19m 24,3364s | -57° 56′ 07,0301″  |             | 1,2781 ± 0,4142 | 782 ± 254   | -0,230       | -7,454       | 11,06  | Nm           |
| #16   | HD 146160     | 16h 17m 59,1057s | -57° 59′ 13,2286″  | M3III       | 1,2657 ± 0,024  | 790 ± 15    | -8,358       | -8,189       | 8,71   | Nm           |
| #161  | NGC 6087 161  | 16h 18m 57,3728s | -57° 51′ 53,24345″ |             | 1,1903 ± 0,0372 | 840 ± 26    | -1,046       | -2,494       | 11,18  | Nm           |
| #93   | NGC 6087 93   | 16h 19m 54,2333s | -57° 45′ 30,3581″  |             | 1,1793 ± 0,3822 | 848 ± 275   | -3,263       | -8,831       | 11,67  | Nm           |
| #18   | HD 146161     | 16h 17m 58,9599s | -58° 06′ 16,9476″  | A0          | 1,1496 ± 0,0195 | 870 ± 15    | -0,801       | -4,084       | 9,98   | Nm           |
| #12   | HD 146148     | 16h 17m 53,1448s | -57° 56′ 19,9641″  | G6Ib/II     | 1,1236 ± 0,0269 | 890 ± 21    | -3,941       | -8,463       | 7,50   | Nm           |
| #53   | NGC 6087 53   | 16h 19m 24,9292s | -57° 46′ 21,5106″  |             | 1,1182 ± 0,0412 | 894 ± 33    | -2,158       | -2,226       | 11,60  | Nm           |
| #14   | CPD-57 7791   | 16h 18m 22,8129s | -57° 51′ 28,6654″  | B8V         | 1,1028 ± 0,0555 | 907 ± 47    | -2,256       | -2,653       | 9,70   | Be           |
| #132  | S Normae      | 16h 18m 51,8317s | -57° 53′ 59,2560″  | F8/G0Ib     | 1,0774 ± 0,0219 | 928 ± 19    | -1,608       | -2,136       | 6,49   | Ceph clas    |
| #19   | HD 146077     | 16h 17m 30,8348s | -58° 05′ 19,8652″  | B8Ib/II     | 1,0547 ± 0,022  | 948 ± 20    | -1,683       | -2,450       | 10,05  |              |
| #101  | NGC 6087 101  | 16h 18m 16,6166s | -57° 48′ 42,7526″  |             | 1,0508 ± 0,028  | 952 ± 25    | -2,054       | -2,356       | 11,25  |              |
| #128  | CD-57 6341    | 16h 18m 50,6219s | -57° 56′ 39,6089″  | B4IV        | 1,0452 ± 0,024  | 957 ± 22    | -1,702       | -2,384       | 8,71   |              |
| #4    | CPD-57 7903   | 16h 20m 59,6740s | -57° 59′ 06,5472″  |             | 1,0411 ± 0,0239 | 961 ± 22    | -1,708       | -2,405       | 10,54  |              |
| #5    | HD 146555     | 16h 19m 59,3505s | -57° 54′ 28,2314″  | ApSi        | 1,0369 ± 0,0407 | 964 ± 38    | -1,675       | -2,190       | 10,26  | alpha2 CVn   |
| #37   | NGC 6087 37   | 16h 19m 04,5982s | -57° 50′ 20,9703″  |             | 1,0316 ± 0,0208 | 969 ± 20    | -1,585       | -2,357       | 11,02  |              |
| #36   | NGC 6087 36   | 16h 19m 20,2185s | -57° 52′ 22,4695″  | B6Ve        | 1,03 ± 0,0225   | 971 ± 21    | -1,345       | -2,455       | 10,38  | Dbl/Mul      |
| #61   | NGC 6087 61   | 16h 17m 57,4693s | -57° 40′ 37,3078″  |             | 1,0274 ± 0,0234 | 973 ± 22    | -1,593       | -2,400       | 11,54  |              |
| #8    | HD 146448     | 16h 19m 25,1389s | -57° 53′ 08,5946″  | B5V         | 1,0257 ± 0,0265 | 975 ± 25    | -1,743       | -2,430       | 9,02   |              |
| #43   | NGC 6087 43   | 16h 18m 24,2618s | -57° 53′ 41,4366″  |             | 1,0256 ± 0,0184 | 975 ± 17    | -1,719       | -2,315       | 12,11  |              |
| #63   | NGC 6087 63   | 16h 18m 43,6536s | -57° 48′ 03,4363″  |             | 1,0221 ± 0,0201 | 978 ± 19    | -1,647       | -2,434       | 12,06  |              |
| #9    | HD 146484     | 16h 19m 36,6648s | -57° 56′ 05,4744″  | B6Ve        | 1,0208 ± 0,0221 | 980 ± 21    | -1,633       | -1,521       | 9,48   |              |
| #79   | NGC 6087 79   | 16h 20m 12,8370s | -58° 07′ 47,9489″  |             | 1,0191 ± 0,016  | 981 ± 15    | -2,442       | -2,369       | 12,41  |              |
| #23   | HD 146599     | 16h 20m 10,9912s | -58° 11′ 001,1329″ | B8/9III     | 1,018 ± 0,0236  | 982 ± 23    | -1,640       | -2,416       | 9,83   |              |
| #99   | NGC 6087 99   | 16h 18m 56,6310s | -57° 44′ 24,0003″  |             | 1,0159 ± 0,0233 | 984 ± 23    | -1,706       | -2,581       | 11,67  |              |
| #6    | CPD-57 7865   | 16h 19m 53,8167s | -58° 03′ 10,1433″  |             | 1,0146 ± 0,0207 | 986 ± 20    | -1,758       | -2,386       | 10,37  |              |
| #42   | NGC 6087 42   | 16h 18m 34,8334s | -57° 53′ 09,8725″  |             | 1,0134 ± 0,0207 | 987 ± 20    | -1,737       | -2,409       | 11,83  |              |
| #127  | NGC 6087 127  | 16h 18m 57,9354s | -57° 51′ 31,2910″  | A0          | 1,0126 ± 0,02   | 988 ± 20    | -1,663       | -2,335       | 10,16  |              |
| #40   | NGC 6087 40   | 16h 18m 37,1192s | -57° 51′ 08,1036″  |             | 1,0116 ± 0,0236 | 989 ± 23    | -1,687       | -2,299       | 11,37  |              |
| #62   | NGC 6087 62   | 16h 18m 36,6967s | -57° 46′ 31,4653″  |             | 1,0111 ± 0,0187 | 989 ± 18    | -1,784       | -2,400       | 12,07  |              |
| #10   | HD 146324     | 16h 18m 49,0092s | -57° 55′ 51,5227″  | B5IIIe      | 1,0095 ± 0,0273 | 991 ± 27    | -1,266       | -2,918       | 7,934  | Be           |
| #15   | HD 146204     | 16h 18m 06,3974s | -57° 51′ 00,3549″  | B6Ve        | 1,008 ± 0,0246  | 992 ± 24    | -1,618       | -2,420       | 10,19  |              |
| #126  | NGC 6087 126  | 16h 19m 13,9990s | -58° 06′ 22,5375″  |             | 1,0054 ± 0,029  | 995 ± 29    | -1,691       | -2,250       | 11,55  |              |
| #57   | NGC 6087 57   | 16h 18m 39,1887s | -57° 39′ 09,3993″  |             | 1,0015 ± 0,0217 | 999 ± 22    | -1,566       | -2,281       | 11,59  |              |
| #13   | HD 146261     | 16h 18m 24,8860s | -57° 49′ 32,9868″  | B5V         | 1,0013 ± 0,0225 | 999 ± 22    | -1,566       | -2,550       | 9,39   |              |
| #41   | NGC 6087 41   | 16h 18m 30,2250s | -57° 52′ 38,6804″  |             | 1,0007 ± 0,0295 | 999 ± 29    | -1,634       | -2,487       | 11,35  |              |
| #97   | NGC 6087 97   | 16h 19m 07,0463s | -57° 38′ 29,3609″  |             | 1,0001 ± 0,024  | 1000 ± 24   | -1,730       | -2,408       | 11,85  |              |
| #105  | NGC 6087 105  | 16h 18m 13,4839s | -57° 53′ 09,9920″  |             | 0,9975 ± 0,0161 | 1003 ± 16   | -1,660       | -2,300       | 12,32  |              |
| #106  | NGC 6087 106  | 16h 17m 52,1751s | -57° 58′ 117,3618″ |             | 0,9958 ± 0,035  | 1004 ± 35   | -1,795       | -2,487       | 11,83  |              |
| #117  | NGC 6087 117  | 16h 18m 01,2371s | -58° 12′ 16,0957″  |             | 0,9915 ± 0,0165 | 1009 ± 17   | -30,139      | -6,073       | 11,77  | Nm           |
| #64   | NGC 6087 64   | 16h 18m 56,0959s | -57° 55′ 37,0451″  |             | 0,9915 ± 0,0279 | 1009 ± 28   | -1,703       | -2,545       | 11,43  |              |
| #20   | HD 146306     | 16h 18m 48,4659s | -58° 08′ 06,9172″  | B7III       | 0,9899 ± 0,0322 | 1010 ± 33   | -1,649       | -2,327       | 8,43   | M?           |
| #32   | NGC 6087 1604 | 16h 19m 50,7848s | -57° 55′ 52,1221″  |             | 0,9895 ± 0,0223 | 1011 ± 23   | -1,558       | -2,695       | 12,09  | M?           |
| #1    | HD 146271     | 16h 18m 37,5959s | -57° 41′ 46,0609″  | B8Ib        | 0,9838 ± 0,0264 | 1016 ± 27   | -1,598       | -2,443       | 8,34   | M?           |
| #162  | NGC 6087 162  | 16h 18m 59,1881s | -57° 50′ 26,8392″  |             | 0,9833 ± 0,0292 | 1017 ± 30   | -2,588       | -2,969       | 11,99  | M?           |
| #11   | HD 146294     | 16h 18m 37,8880s | -57° 56′ 20,3207″  | B4V         | 0,9827 ± 0,0215 | 1018 ± 22   | -1,712       | -2,381       | 9,43   | M? & V pul   |
| #131  | NGC 6087 131  | 16h 19m 46,0565s | -57° 59′ 47,4087″  |             | 0,9807 ± 0,026  | 1020 ± 27   | -1,585       | -2,379       | 11,20  | M?           |
| #25   | CPD-57 7817   | 16h 18m 49,6733s | -57° 54′ 30,3260″  | B7V         | 0,9805 ± 0,0265 | 1020 ± 28   | -1,362       | -2,603       | 9,82   | M?           |
| #82   | NGC 6087 82   | 16h 20m 29,8202s | -58° 04′ 21,0658″  |             | 0,9642 ± 0,0268 | 1037 ± 29   | -1,683       | -2,538       | 11,55  | M?           |
| #33   | NGC 6087 33   | 16h 19m 46,2464s | -57° 56′ 12,7450″  |             | 0,9609 ± 0,0246 | 1041 ± 27   | -1,615       | -2,445       | 11,70  | M?           |
| #65   | NGC 6087 65   | 16h 18m 56,7925s | -57° 56′ 26,6428″  |             | 0,9481 ± 0,0188 | 1055 ± 21   | -2,223       | -2,964       | 12,05  | M?           |
| #71   | NGC 6087 71   | 16h 18m 48,1574s | -58° 00′ 25,0189″  |             | 0,9467 ± 0,0178 | 1056 ± 20   | -1,809       | -2,619       | 12,396 | M?           |
| #74   | NGC 6087 74   | 16h 18m 58,8189s | -58° 03′ 02,1763″  |             | 0,9309 ± 0,0186 | 1074 ± 21   | -1,460       | -2,325       | 12,17  | M?           |
| #22   | HD 146531     | 16h 19m 55,5156s | -58° 10′ 01,8635″  | B2IVe       | 0,9282 ± 0,021  | 1077 ± 24   | -5,622       | -5,564       | 9,69   | Nm & Be      |
| #83   | NGC 6087 83   | 16h 20m 36,9327s | -58° 03′ 58,9443″  |             | 0,9006 ± 0,0328 | 1110 ± 40   | -1,387       | -6,419       | 11,90  | Nm           |
| #107  | NGC 6087 107  | 16h 17m 21,4913s | -57° 59′ 25,2457″  |             | 0,8969 ± 0,0184 | 1115 ± 23   | -2,369       | -4,628       | 11,86  | Nm           |
| #2    | HD 146821     | 16h 21m 21,6392s | -57° 51′ 50,0847″  | A0          | 0,8882 ± 0,0229 | 1126 ± 29   | -0,941       | -1,117       | 10,02  | Nm & Bin/ecl |
| #7    | HD 146483     | 16h 19m 38,4595s | -57° 54′ 22,6015″  | B6Ve        | 0,8816 ± 0,0435 | 1134 ± 56   | -1,964       | -2,611       | 8,29   | Nm & Be      |
| #124  | NGC 6087 124  | 16h 18m 38,3604s | -58° 09′ 14,5924″  |             | 0,8816 ± 0,0294 | 1134 ± 38   | -2,289       | -6,697       | 11,65  | Nm           |
| #51   | NGC 6087 51   | 16h 18m 38,0245s | -58° 06′ 01,6018″  |             | 0,8555 ± 0,0539 | 1169 ± 74   | -3,561       | -4,953       | 10,95  | Nm           |
| #109  | NGC 6087 109  | 16h 16m 54,1236s | -57° 54′ 17,1121″  |             | 0,8084 ± 0,0156 | 1237 ± 24   | -2,228       | -7,663       | 11,29  | Nm           |
| #67   | NGC 6087 67   | 16h 19m 08,7874s | -57° 57′ 33,1291″  |             | 0,7964 ± 0,0144 | 1256 ± 23   | -2,316       | -1,482       | 12,55  | Nm           |
| #38   | NGC 6087 38   | 16h 19m 00,7139s | -57° 49′ 29,0123″  |             | 0,7325 ± 0,0323 | 1365 ± 60   | -1,724       | -4,092       | 11,43  | Nm           |
| #80   | NGC 6087 80   | 16h 20m 18,3390s | -58° 07′ 55,1505″  |             | 0,6439 ± 0,0902 | 1553 ± 218  | -1,944       | -2,276       | 11,87  | Nm           |
| #28   | NGC 6087 28   | 16h 20m 32,1242s | -57° 56′ 22,8938″  |             | 0,6285 ± 0,0365 | 1591 ± 92   | -1,010       | -1,762       | 11,28  | Nm           |
| #68   | NGC 6087 68   | 16h 19m 15,6802s | -57° 57′ 14,3668″  |             | 0,3755 ± 0,0269 | 2663 ± 191  | -3,077       | -4,783       | 11,98  | Nm           |
| #147  | NGC 6087 147  | 16h 18m 57,2215s | -57° 56′ 04,6551″  |             | 0,1997 ± 0,0681 | 5008 ± 1708 | -5,250       | -9,928       | 14,45  | Nm           |

- Nm = Non membre
- Var rot = variable par rotation
- Be = Étoile Be
- Ceph clas = Céphéide classique
- alpha2 CVn = Étoile variable de type Alpha2 Canum Venaticorum
- Dbl/Mul = Double ou multiple
- M? = Membre probable?
- V pul = Variable pulsante
- Bin/ecl = Binaire à éclipses

Simbad montre aussi un bouton nommé Children. En cliquant sur ce bouton, on atteint une section de cette base de données qui renferme un tableau contenant 1518 entrées pour NGC 6087. Cependant, des étoiles (les Children) peuvent apparaître plusieurs fois dans la deuxième colonne du tableau, d'où le nombre de liens bibliographiques qui est supérieure au nombre d'étoiles. La quatrième colonne de ce tableau indique la probabilité que l'étoile appartienne à l'amas. En cliquant sur le titre de cette colonne, on peut classer la probabilité par ordre croissant ou décroissant. En cliquant sur la désignation de l'étoile, on atteint la page de Simbad qui résume ses propriétés.